# Museo permanente arte contemporanea
Il Museo permanente arte contemporanea è un museo di arte moderna e contemporanea situato nella frazione di Preta ad Amatrice (RI).

## La collezione
Propone al pubblico 150 opere di 60 autori.
Fra i numerosi artisti esposti nel museo si ricordano: Michele Cascella, Maurizio Delvecchio, Athos Faccincani, Giovanni Fattori, Silvio Formichetti, Carlo Levi, Llewelyn Lloyd, Antonio Pedretti, Pablo Picasso, Enotrio Pugliese.